# Voie A/11
La voie A/11 est une voie sans nom en impasse du 11e arrondissement de Paris.

## Situation et accès
Cette voie en impasse donne au niveau du 39, boulevard de Ménilmontant. 

## Origine du nom
Cette voie est une voie sans nom de Paris.